# Esperantujo
Esperantujo ([es.pe.ran.ˈtu.jo]) of Esperantio ([es.pe.ran.ˈti.o]) betekent letterlijk "Esperantoland" of "Esperantië". Het is een uitdrukking die door sommige sprekers van het Esperanto wordt gebruikt om de gemeenschap van Esperanto-sprekers of de Esperanto-beweging mee aan te duiden. Wanneer twee mensen Esperanto spreken, dan wordt gezegd dat ze "in" Esperantujo zijn.
Het idee achter dit woord is waarschijnlijk dat de sprekers van een taal idealiter één gemeenschap vormen of in één land wonen. Iedere plek waar Esperantisten bijeenkomen wordt dan "Esperantujo" genoemd. Als zodanig is deze metafoor een voorbeeld, net als de Esperanto-vlag en de Esperanto-hymne, van ontleningen van de Esperanto-beweging aan het ideologische idioom van de natiestaat. Het is uitdrukkelijk niet het streven van de Esperantisten daadwerkelijk een eigen staat, maar wel een gevoel van gemeenschap te creëren. Als internationale hulptaal streeft het Esperanto er naar grensoverschrijdend te zijn. Desondanks hopen veel Esperantisten dat Esperantujo ooit dusdanige erkenning krijgt dat op het internet het achtervoegsel ".eo" kan worden gebruikt. Daarnaast ijveren sommigen (Esperanta Civito) voor de erkenning van Esperantio als subject van internationaal recht, met een federale structuur die de 'esperantianoj' wil vertegenwoordigen.  

## Naam
Het woord is analoog gevormd aan landnamen in het Esperanto. In het Esperanto worden de landnamen traditioneel gevormd uit de etnische naam van de inwoners plus het achtervoegsel -ujo. "Frankrijk" was bijvoorbeeld Francujo, van franco (een Fransman).
De meest analoge term aan Francujo zou Esperantistujo (Esperantist-land) zijn. Dat zou echter het idee van een fysieke locatie van mensen met zich meebrengen, terwijl het gebruik van de taalnaam als basis voor het woord het een meer abstractere connotatie van een culturele sfeer geeft.

## Geschiedenis
In 1908 probeerde doctor William Molly een Esperanto-natie te maken in Neutraal Moresnet met de naam "Amikejo" (vriendplaats). Een Esperantostaat kwam echter niet van de grond. Het Neutraal Moresnet werd geannexeerd door België in het Verdrag van Versailles (1919).